# Yolanda King
 (mai 2023).
Si vous disposez d'ouvrages ou d'articles de référence ou si vous connaissez des sites web de qualité traitant du thème abordé ici, merci de compléter l'article en donnant les références utiles à sa vérifiabilité et en les liant à la section « Notes et références ».
Pour les articles homonymes, voir King.
Yolanda Denise King (Montgomery (Alabama), 17 novembre 1955 - Santa Monica (Californie), 15 mai 2007) est une militante des droits civiques, actrice et productrice américaine. Elle est la première enfant du pasteur américain Martin Luther King et de son épouse Coretta Scott King.

## Biographie
Elle est née à Montgomery, en Alabama. King étudie au Smith College et obtient un Baccalauréat universitaire ès lettres . Elle étudie également à l'université de New York et obtient un Master of Theatre, puis un doctorat en lettres humaines de l'université de Marywood (en) en Pennsylvanie.

### Carrière
En 1978, elle interprète Rosa Parks dans le film King, basé sur la vie du père de Yolanda.
En 1985, elle devient directrice des affaires culturelles au Centre Martin Luther King Jr. pour le changement social non violent et a fondé le King Center's Cultural Affairs Program. Elle travaille également au conseil de Coopération de l'association à but non lucratif, Habitat for Humanity International, qui a pour but de construire des maisons décentes aux plus démunis.

### Mort
Yolanda King est morte à l'âge de 51 ans, le 15 mai 2007. Elle s'est écroulée sur le perron de la maison de son frère, Dexter King à Santa Monica, en Californie, mais ne put être réanimée. Selon sa famille, le décès de Yolanda King est dû à une défaillance cardiaque. Un service public en sa mémoire a été tenu à l'Église baptiste Ebenezer d’Atlanta, le 24 mai 2007. King a été incinérée.

## Filmographie

### Cinéma
- 1980 : Jeux d'espions (Hopscotch)
- 1981 : Death of a Prophet
- 1995 : Fluke
- 1996 : Les Fantômes du passé (Ghosts of Mississippi)
- 1997 : Drive by: A Love Story
- 2000 : Odessa

### Télévision
- 1978 : King
- 1983 : No Big Deal
- 1996 : America's Dream
- 1999 : Selma, Lord, Selma (en)
- 1999 : Funny Valentines
- 1999 : The Secret Path
- 2000 : JAG
- 2001 : Any Day Now
- 2002 : Liberty's Kids: Est. 1776 (Voix)